# Do ya
Do ya is een lied geschreven door Jeff Lynne. De werktitel was Look out baby, there’s a plane coming; hetgeen aan het eind van het nummer te horen is. Lynne verklaart in Do ya alles al te hebben gezien, maar “deze vrouw” slaat alles, maar vraagt zich af of zij hem wel ziet zitten.

## The Move
Lynne vormde samen met Roy Wood de belangrijkste leden van de muziekgroep The Move. Die waren in december 1971 bezig met de opnamen van hun album Message from the country; hetgeen hun laatste album zou blijken te zijn. Het zou uiteindelijk niet op dat album verschijnen, maar werd gebruikt als B-kant van de single California Man. Het werd in het Verenigd Koninkrijk een hitje in 1972 met een hoogste notering op plaats 7. Bij de release in de Verenigde Staten werd de voorkeur gegeven aan Do ya op de A-kant. In de Billboard Hot 100 haalde het een bescheiden notering (plaats 93); het zou de enige hit van The Move in Amerika zijn. Het nummer had destijds net zo goed uitgebracht kunnen worden door het Electric Light Orchestra, de bands bestonden naast elkaar met Wood en Lynne als koppel.

## Electric Light Orchestra
ELO begon, toen Wood daar vertrokken was, in de periode 1973-1975 het nummer live te spelen. Ze besloten een nieuwe versie op te nemen in de Musicland Studios in München en te plaatsen op het album A New World Record. Dit zou volgens Bev Bevan veroorzaakt zijn door Todd Rundgren die Do ya een aantal keren had gespeeld en ELO werd gevraagd wat zij van zijn Rundgrens nummer vonden. Door het op te nemen was duidelijk dat het origineel van ELO/Lynne was. De ELO-versie klinkt meer orkestraal dan die van The Move. Referentie aan de werktitel is ingekort tot "Ah look out". Van de opnamen voor A New World Record bleek later bij onderzoek door Lynne nog een afwijkende versie bewaard gebleven. Die alternatieve versie werd uitgebracht op het compilatiealbum Flashback.

### Single
In 1977 werd Do ya wederom als single uitgegeven in de Verenigde Staten en Canada. Met B-kant Nightrider scoorde het toen aanmerkelijk beter; het haalde de 24e plaats in de Billboard Hot 100 en in de hitlijst van Cash Box werd een 16e plaats gehaald. Ook Duitsland, waar de eerste versie plaats 45 haalde, werd nu plaats 42 bereikt. Door de jaren heen werd het nummer een aantal keren gecoverd; de bekendste artiest daaronder is Ace Frehley van Kiss. In Nederland en België werd Do ya niet uitgebracht; hier werd Rockaria! de single.

### Nieuwe versie
Als ELO al jaren is opgeheven begint Lynne te knutselen aan nummers die volgens hem met de dan beschikbare elektronische instrumenten en opnametechniek een verbetering verdienen. In de periode 2000-2012 zouden meerdere nummers dit ondergaan en samen uitgebracht worden op Mr. Blue Sky: The Very Best of Electric Light Orchestra.